# Karl y Theo Albrecht
Karl (Essen, Provincia del Rin, 1920-Essen, 2014) y Theo Albrecht (1922-2010), fueron empresarios alemanes, fundadores y propietarios de la cadena de supermercados de descuento Aldi. 
Tras el fin de la Segunda Guerra Mundial, los dos se hicieron cargo de la tienda familiar. En 1962 abrieron la primera tienda llamada Albrecht-Discount. Pronto fueron consiguiendo clientela a través de precios bajos que conseguían ahorrando en gastos superfluos como decoración, publicidad, etc.
En 2009, los hermanos Albrecht figuraron entre las diez primeras personas de la clasificación anual de las mayores fortunas personales de la revista Forbes.

## Biografía
Su padre fue primero minero hasta que se dañó un pulmón por aspirar continuamente carbón, lo que le llevó a convertirse en panadero y ayudante de oficiales administrativo, y su madre trabajaba en Schonnebeck como dependiente en una tienda de abarrotes.
Antes de la Segunda Guerra Mundial, Karl comenzó trabajando en una tienda de delicatessen, mientras que Theo empezó a aprender el negocio en la tienda donde trabajaba su madre. Ambos fueron alistados durante la guerra; Theo luchó en el Afrika Korps', mientras que a Karl le llevaron a Wehrmacht.
Theo Albrecht falleció en 2010 a los 88 años. Karl murió el 16 de julio de 2014 a los 94 años. En el momento de su fallecimiento era, según la revista Forbes, el hombre más rico de Alemania.

### Secuestro de Theo
En 1971, Theo Albrecht fue secuestrado durante 17 días. Se pagó un rescate de siete millones de marcos alemanes (aproximadamente US$2 millones en ese momento) por su liberación. Fue retenido a punta de pistola por Heinz-Joachim Ollenburg, un abogado, y su cómplice, Paul Kron. La suma del rescate fue entregada por el obispo de Essen. Sus secuestradores fueron finalmente capturados por las autoridades, pero solo la mitad del dinero fue recuperado. Posteriormente, Theo reclamó el rescate como un gasto comercial deducible de impuestos en la corte.

## Trayectoria profesional

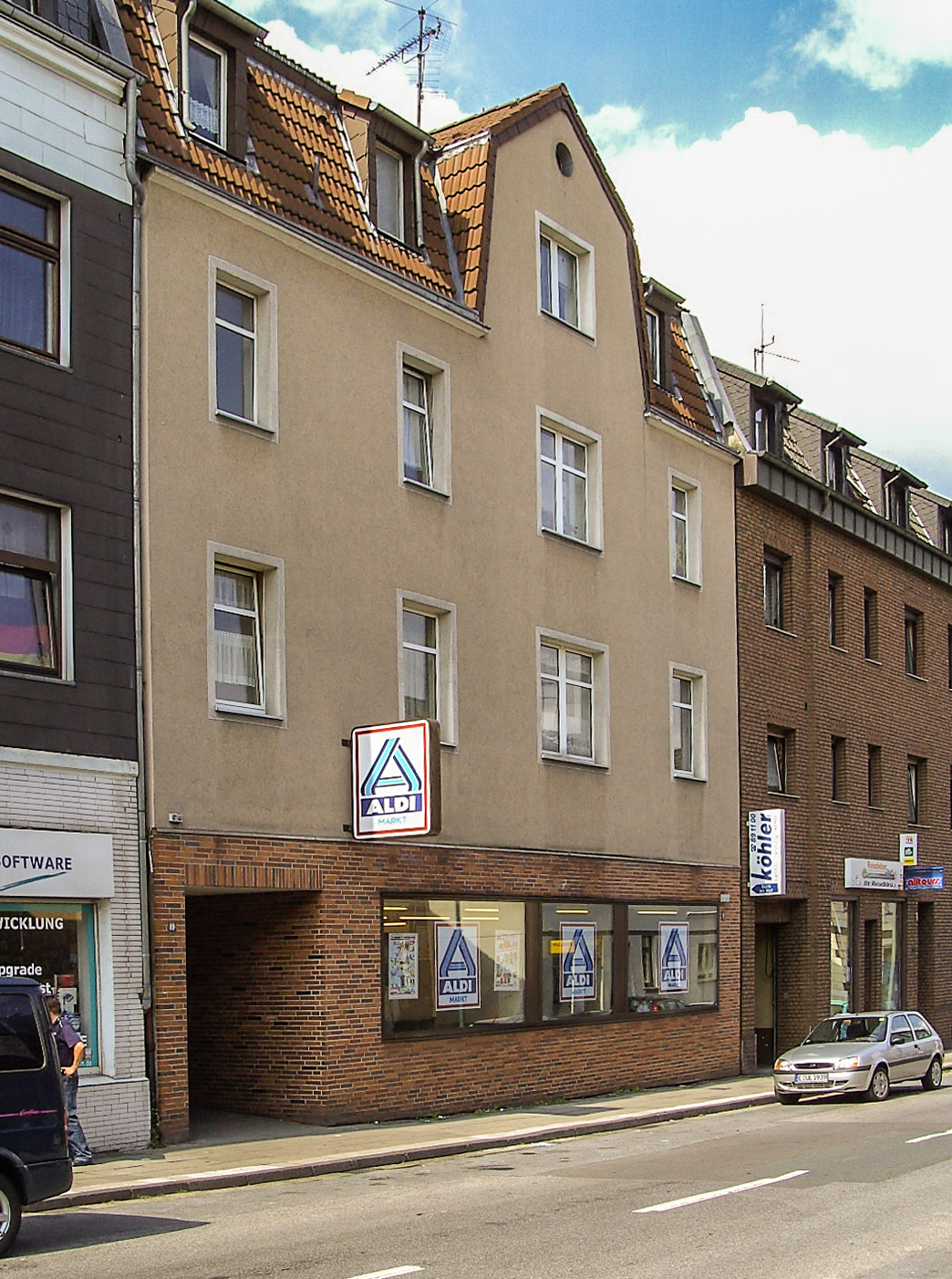
Primera tienda Aldi en Schonnebeck, Essen.

Los orígenes de la actual empresa se remontan a 1913, cuando Anna Siepmann abrió una pequeña tienda de ultramarinos en Essen, Alemania. Años más tarde sus hijos Karl (1920-2014) y Theo Albrecht (1922-2010) trabajaron con ella. Al terminar la Segunda Guerra Mundial tomaron las riendas del negocio, reconvertido en «Albrecht Lebensmittel».
Después de la guerra, los hermanos Albrecht se expandieron por toda la cuenca del Ruhr con un modelo que sentó las bases de las actuales tiendas de descuento. Mientras los negocios de alimentación de la época —en su mayoría cooperativas— fijaban precios normales y luego aplicaban descuentos a través de cupones o promociones especiales, las tiendas de Albrecht hacían rebajas directas en el precio de todos los artículos, con menor oferta de marcas y más rotación de producto. Además recortaron en gastos publicitarios, en venta de productos frescos y en costes de mantenimiento al alquilar recintos pequeños. Este modelo de precios bajos tuvo éxito: en 1950 contaban con 13 locales y una década después habían superado los 300 establecimientos en toda Alemania Federal.
En 1962 se estableció la marca «Aldi» (acrónimo de Albrecht-Diskont) y la compañía fue dividida en dos filiales que se repartieron el mercado: Theo se quedó con «Aldi Nord», con sede en Essen y operativa en el norte de Alemania, mientras que Karl mantuvo «Aldi Süd», con sede en Mülheim an der Ruhr y operativa en el sur del país. Se desconocen las razones de la separación, aunque la versión más extendida es que los hermanos Albrecht no se ponían de acuerdo sobre la venta de cigarrillos. A pesar de esa división, legalmente establecida en 1966, Aldi Nord y Aldi Süd funcionan de facto como la misma empresa y apenas existen diferencias, salvo en las ofertas que aplican.
La separación legal también se ha dado en la expansión internacional. En 1967 Aldi Süd adquirió una franquicia de tiendas en Austria, mientras que Aldi Nord esperó hasta 1973 para abrir su primer local foráneo en los Países Bajos. En España, la franquicia Aldi pertenece legalmente a Aldi Nord.
En noviembre de 1971 el fundador de ALDI en Essen, Theo Albrecht, fue secuestrado. Tras 17 días en cautiverio pagó un rescate de 7 millones de marcos alemanes y fue liberado. Hasta el momento, la mitad de ese dinero no se ha encontrado.